# Витомирица
Витомирица (алб. Vitomiricë/Vitomirushë/Arbnia) је насељено место у општини Пећ, на Косову и Метохији. Према попису становништва из 2011. у насељу је живело 5.409 становника.

## Географија
Витомирница је село разуђеног типа у Метохијском подгору, 5-7 километара североисточно од Пећи до водотока реке Бели Дрим. Атар насеља се налази на територији катастарске општине Витомирица, површине 2.120 хектара. Ово је једно од највећих села у Метохији.

## Историја
По једном народном предању, село је основао неки словенски кнез Витомир чије су дворе и имања потопиле воде настале од језера набујалог Белог Дрима и Бистрице. Под другом народном предању село је заједно са северним Дубовом припадало кнезу Витомиру по коме је добило име. На истоку села налази се брежуљак са јужне стране пута налазили су се остаци старог српског гробља ранијег становништво. Витомирица је сматрана у 19. веку седиштем хајдука у Метохији који су чували животе и имања метохијских Срба. Село је подигнуто на шикарама и мочварама, после ослобођења у Првом светском рату. У њему се населило око 750 српских и црногорских домова који су га за двадесетак година претворили у једно од најлепших села Метохијске котлине. Била је најуспелији пример насељавања у Јужној Србији.
Када су 1941. Немци окупирали Југославију и створили „Велику Албанију“, албански фашисти су попалили и раселили сва српска и црногорска села у Метохији. Један део Витомирице је одолео тој најезди и постао уточиште многим породицама чије су куће попаљене, а то је постало и средиште борбе против окупатора. Током Другог светског рата српску цркву у селу су опљачкали и демолирали Албанци. Данас у селу скоро да више и нема српских и црногорских кућа, демографска структура се нагло мења од 1945. године, на штету православног становништва. Осамдесетих година село је имало близу 800 кућа, где је Бошњака било два пута више него православног становништва, поред стотинак кућа Албанаца и Рома. По попису из 1981. године било је 1030 Срба и Црногораца. Преостало становништво (120-150 српских и црногорских кућа) је расељено у Србију и Црну Гору 1999. У току је организовање повратка оних који то могу и желе. Формиран је Одбор за обнову цркве, уређење гробља и изградњу парохијског дома.
На основу Ахтисаријевог плана представници Бошњака су поднели захтев за формирање општине Витомирица чиме би ово село и његови засеоци били издвојени из општине Пећ.

## Култура
У селу је подигнута нова и лепа црква у облику триконхоса са кубетом. Зидана је од бањског мермера и посвећена Св. апостолу Луки јер су на Лучиндан 1912. јединице тадашње црногорске војске ослободиле овај крај од робовања под Турцима. Поред цркве је и лепо уређено сеоско гробље. Црква је разорена и срушена од стране албанских екстремиста 1999. године.

## Становништво
Према попису из 2011. године, Витомирица је имала следећи етнички састав становништва:
| Националност   | 2011.          |
| Албанци        | 2.904 (53,69%) |
| Бошњаци        | 2.027 (37,47%) |
| Египћани       | 268 (4,95%)    |
| Роми           | 162 (2,99%)    |
| Ашкалије       | 13 (0,24%)     |
| Горанци        | 9 (0,16%)      |
| Срби           | 3 (0,05%)      |
| остали и друго | 23 (0,45%)     |
| Укупно         | 5.409          |

| Демографија | Демографија | Демографија |
| Година      | Становника  | Становника  |
| ----------- | ----------- | ----------- |
| 1948.       | 1.632       |             |
| 1953.       | 1.930       |             |
| 1961.       | 2.968       |             |
| 1971.       | 4.248       |             |
| 1981.       | 5.797       |             |
| 1991.       | 6.384       |             |
| 2011.       | 5.409       |             |